# اچ‌ام‌ان‌زداس پوکاکی (اف۴۲۴)
اچ‌ام‌ان‌زداس پوکاکی (اف۴۲۴) (به انگلیسی: HMNZS Pukaki (F424)) یک کشتی بود که طول آن ۲۸۶ فوت (۸۷ متر) بود. این کشتی در سال ۱۹۴۴ ساخته شد.